# Ildebrando Gregori
Ildebrando Gregori OSBSilv (* 8. Mai 1894 in Poggio Cinolfo bei Carsoli, Italien; † 12. November 1985 in Rom) war ein italienischer römisch-katholischer Ordenspriester und Generalabt der Silvestriner-Benediktiner. Er pflegte eine besondere Verehrung des heiligsten Antlitzes Jesu. Er trägt den Titel Ehrwürdiger Diener Gottes.

## Leben
Pater Ildebrando Gregori wurde am 8. Mai 1894 in Poggio Cinolfo, einem Stadtteil von Carsoli in der Provinz L’Aquila in den Abruzzen, geboren. Seine Eltern waren Giacomo Gregori und Emma Ferrari. Am 12. Mai 1894 wurde er in der Pfarrkirche Mariä Himmelfahrt seines Heimatdorfes auf den Namen Alfredo Antonio getauft. Da er als Säugling kränklich war, empfing er schon am 29. Oktober 1894 das Sakrament der Firmung.
Im Alter von vier Jahren fühlte sich der junge Alfredo Antonio bereits zum Ordensleben berufen. Später lernte er das Ordensleben durch eine Gemeinschaft von Passionisten-Patres kennen, die in der Einsiedelei San Francesco in der Nähe seines Heimatdorfes lebten. Dort erhielt er religiösen Unterricht und wollte auch in die Gemeinschaft eintreten. Da er aber noch zu jung war, wurde er abgelehnt. Im Alter von zwölf Jahren konnte er durch Vermittlung von Kardinal Segna, der aus demselben Ort stammte, in die Benediktinerkongregation der Silvestriner eintreten, deren Protektor der Kardinal war.
Zunächst trat Alfredo Antonio in das Kloster Santo Stefano der Gemeinschaft in Rom ein, wurde aber dann in das Kloster San Silvestro Abbate in Monte Fano, in der Nähe von Fabriano, geschickt. Am 15. August 1908 trat er dort als Postulant ein.
Am 4. Juli 1909 begann Alfredo Antonio das Noviziat. Mit der Einkleidung erhielt er den Namen Ildebrando (dt. Hildebrand). Die zeitliche Profess legte er am 10. Juli 1910 ab. Zwei Jahre lang erhielt er Unterricht im Kloster und im Diözesanseminar von Fabriano, bevor er im Jahr 1912 in das Kloster Santo Stefano in Rom kam, um dort an der Päpstlichen Universität Gregoriana seine Studien fortzusetzen. Einer seiner Studienkameraden dort war Maximilian Kolbe. Am 15. Juli 1913 erhielt er sein Baccalaureat und am 17. Juli 1914 sein Licentiat in Philosophie.
Am Beginn des theologischen Kurses wurde er zum Militärdienst eingezogen, da der Erste Weltkrieg begann. Er diente in einem Sanitätskorps und war Assistent des Militärkaplans Pietro Ciriaci, dem späteren Erzbischof, Nuntius und Kardinal.
Nach dem Krieg kehrte Ildebrando in das Kloster in Rom zurück und setzte seine Studien an der Gregoriana fort. Dort schloss er am 27. Oktober 1919 sein Theologiestudium erfolgreich ab.
Am 5. August 1922 legte Ildebrando die Ewige Profess im Kloster Santo Stefano in Rom ab.
In der römischen Basilika Santi Apostoli wurde er am 29. Oktober 1922 im  Alter von 28 Jahren von Bischof Sebastiano Leite de Vasconcelos zum Priester geweiht und feierte seine Primiz am 1. November 1922 in Santo Stefano.
Nach seiner Priesterweihe übernahm er die Berufungspastoral seines Ordens und war auch für die Begleitung und Ausbildung der Kandidaten verantwortlich.
1933 wurde er Superior des Mutterhauses San Silvestro Abbate in Monte Fano.
Im Jahr 1939 wurde Ildebrando Im Alter von 45 Jahren zum Generalabt der Kongregation der Silvestriner-Benediktiner gewählt. Dieses Amt bekleidete er 20 Jahre lang bis zum Jahr 1959 (Wiederwahl 1947 und 1953). Während seiner Amtszeit leitete er seine Kongregation in Italien durch den Zweiten Weltkrieg und ebnete den Weg für eine größere Aktivität des Ordens im Ausland.
Abt Ildebrando war als Prediger sehr geschätzt und vor allem als geistlicher Begleiter sehr gefragt. So begleitete er z. B. Madre Pierina De Micheli (seliggesprochen im Mai 2010), Madre Gertrude Billi, die Mitbegründerin der Mägde des Heiligen Herzens von Cittá di Castello, und Madre Laura Curlotta, die dritte Generaloberin der Töchter der Heiligen Herzen Jesu und Mariens (Ravasco-Schwestern). Ein wichtiges Merkmal seiner Spiritualität war die Herz-Jesu-Verehrung, die seit dem Kontakt mit Pierina De Micheli durch die Verehrung des Heiligen Antlitzes Christi ergänzt wurde.
Unmittelbar nach dem Zweiten Weltkrieg nahm sich Abt Ildebrando einiger armer und vernachlässigter Kinder an. Schnell breitete sich seine Hilfstätigkeit über Bassano Romano hinaus aus und ein beeindruckendes Werk der Wohlfahrtspflege entstand. Zur Unterstützung dieses Werkes sammelte er eine Gruppe junger Frauen um sich. Am 15. August 1950 wurde die Gemeinschaft von Giuseppe Gori, Bischof von Nepi und Sutri, als fromme Vereinigung anerkannt. Pater Ildebrando verfasste eine Regel für die Gemeinschaft, die sich an der Regel des heiligen Benedikt orientierte, und gab den Schwestern den Namen Benediktinerinnen von der Sühne des Heiligen Antlitzes unseres Herrn Jesus Christus. 1978 wurden die Schwestern als Gemeinschaft päpstlichen Rechts anerkannt.
Pater Ildebrando war ein Mann von großer Aktivität und dennoch tief verwurzelt im intensiven kontemplativen Leben. Immer wieder geriet er in Zweifel, ob sein apostolisches Wirken und seine Fürsorge um die Schwesternkongregation mit den benediktinischen Idealen des Ora et Labora sowie der Stabilitas vereinbar sei. Seine Oberen unterstützten ihn aber in seinem Wirken und gaben ihre Zustimmung. In Rom konnte die Schwesternkongregation eine Niederlassung in der Via della Conciliazione eröffnen, die von Pater Ildebrando den Namen Deo Gratias bekam. Dort verbrachte er auch die letzten zwei Jahrzehnte seines Lebens, um seiner Gründung mit Rat und Tat zur Seite zu stehen. Er führte sein Werk mit äußerster Hingabe bis wenige Jahre vor seinem Tod, als er von einer langen und schmerzhaften Krankheit heimgesucht wurde. Am 12. November 1985 um 11:03 Uhr verstarb Pater Ildebrando im Alter von 91 Jahren. Zwei Wochen zuvor hatte den Tag sowie die Stunde seines Todes vorhergesagt.
Sein Grab befindet sich in Bassano Romano im Mutterhaus der von ihm gegründeten Schwesternkongregation.

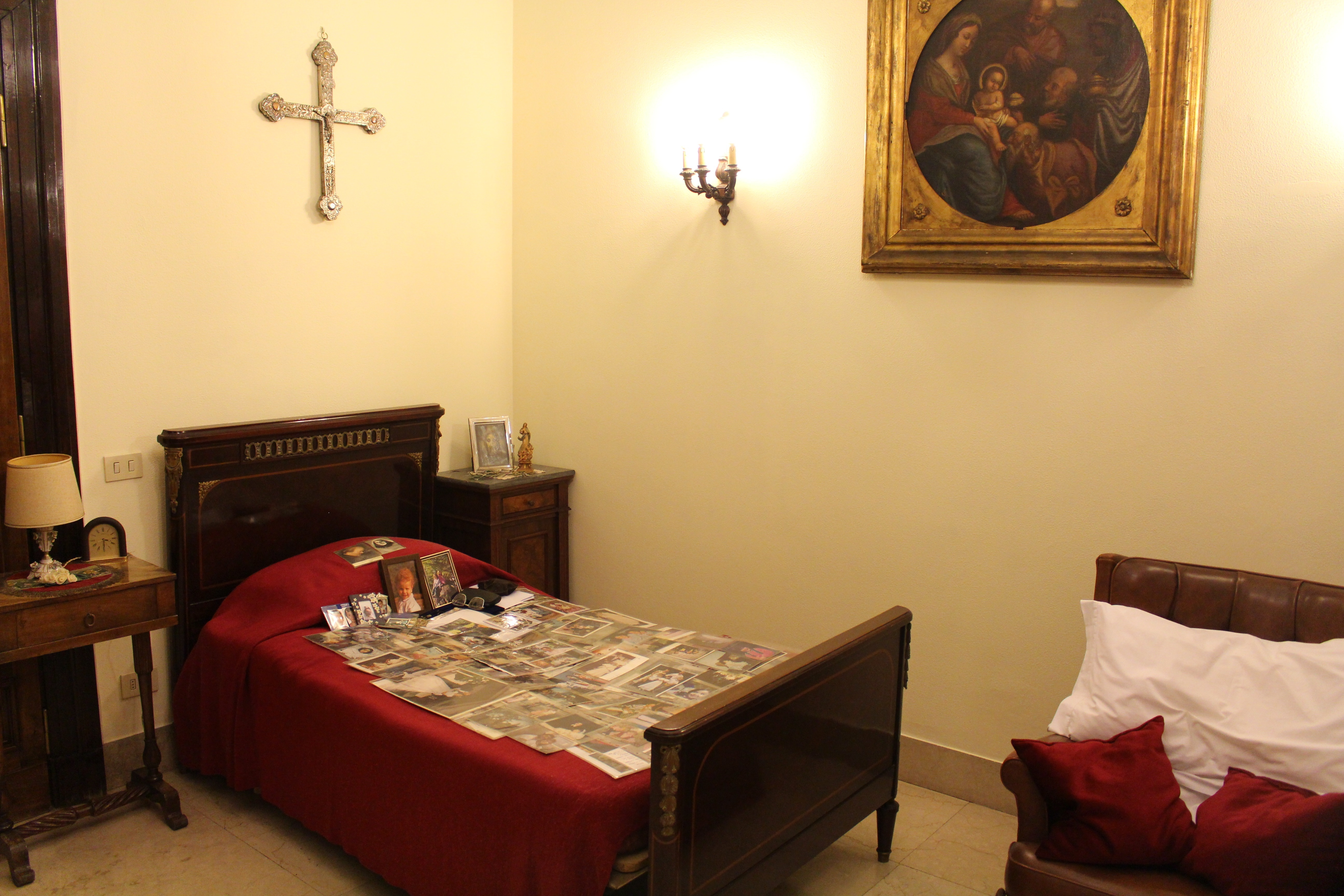
Bett, in dem P. Ildebrando am 12. November 1985 um 11:03 Uhr verstorben ist
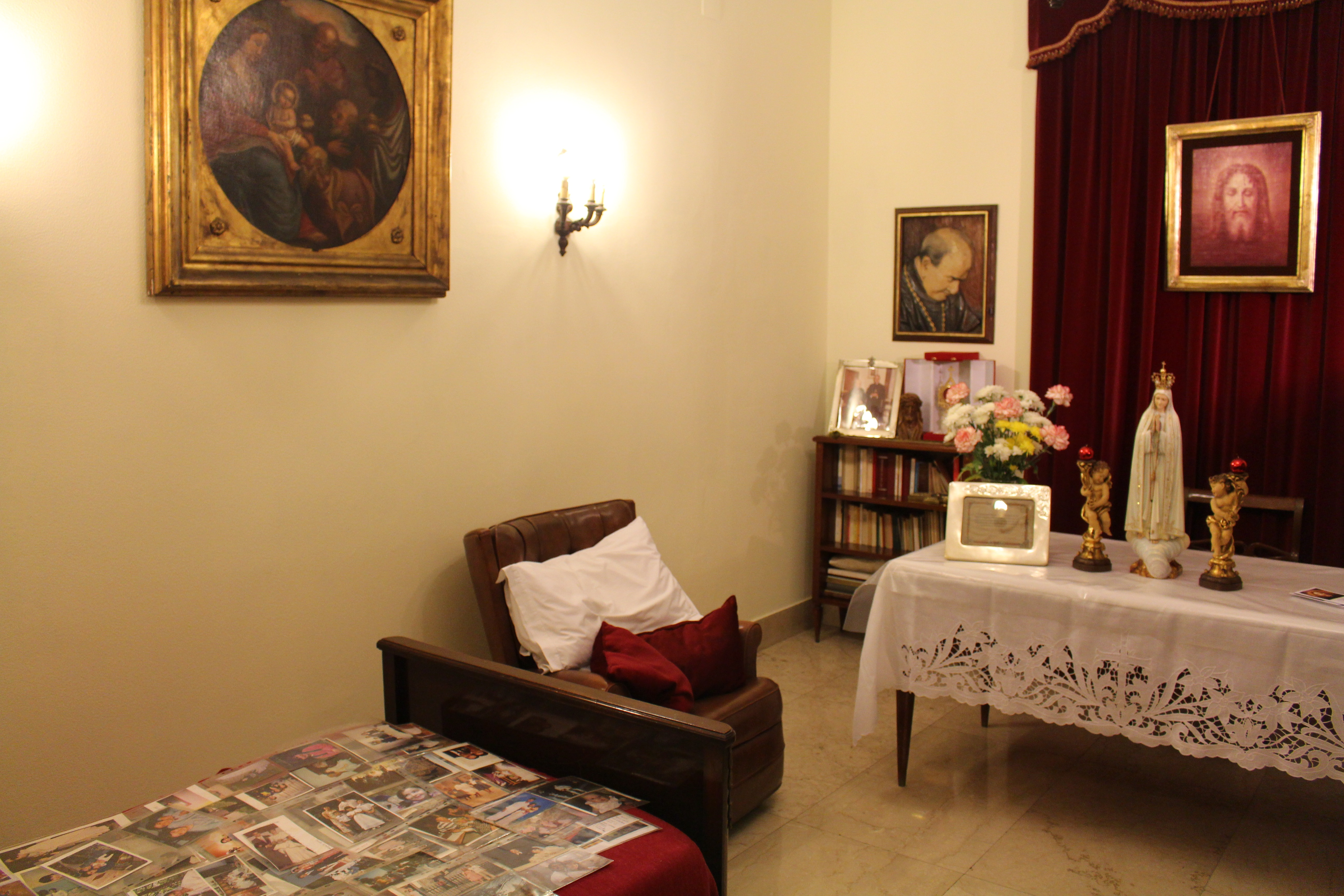
Sterbezimmer von P. Ildebrando
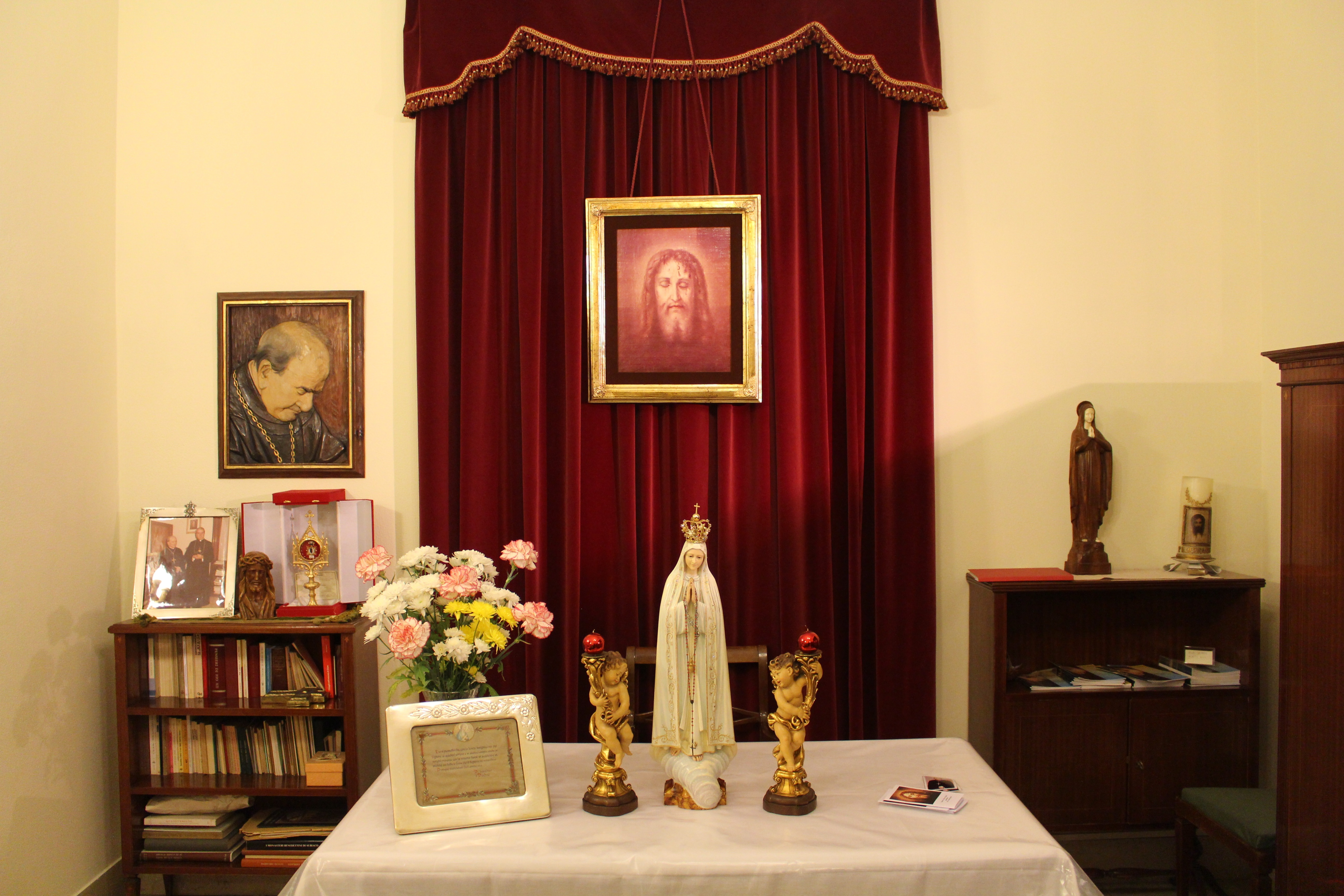
Altar im Sterbezimmer mit einem Bild des heiligen Antlitzes Jesu

## Seligsprechungsprozess
Für Pater Ildebrando wurde 1992 von der Diözese Rom der Seligsprechungsprozess eröffnet. Postulator des Prozesses war Pater Simon Tonini. Am 7. November 2014 verlieh Papst Franziskus Pater Ildebrando den Titel Ehrwürdiger Diener Gottes.